# Gene Vincent
Vincent Eugene Craddock (11 de febrer de 1935 – 12 d'octubre de 1971), més conegut com a Gene Vincent, va ser un músic estatunidenc pioner en els estils de rock i rockabilly. El seu èxit dels "top ten" de l'any 1956 amb els seus Blue Caps, "Be-bop-a-lula", és considerat un exemple significant de rockabilly. És membre del Rock and Roll Hall of Fame i del Rockabilly Hall of Fame.

## Els inicis
Les seves primeres influències musicals incloïen estils com el country, el rhythm and blues i el gospel. Va mostrar el seu interès per la música mentre vivia a Munden Point (actualment Virginia Beach, a Virgínia), on la seva família duia una botiga. Va rebre la seva primera guitarra com a regal d'un amic a l'edat de 12 anys.
El seu pare, Ezekiah Jackson Craddock, es va oferir per servir a la Guàrdia Costera dels EUA d'Amèrica i patrullava les aigües costaneres per protegir la flota aliada contra els submarins alemanys durant la Segona Guerra Mundial. La seva mare, Mary Louise Craddock, mantenia una botiga a Munden Point. Més tard la família es traslladà a Norfolk, on van obrir una nova botiga de productes en general i roba especialitzada en la pesca.
Havent passat la seva joventut a l'àrea de Norfolk, Craddock va decidir seguir la vida de mariner i s'enrolà a la Marina dels Estats Units. Però el juliol de 1955 va patir un greu accident de moto que li va destrossar la cama esquerra però va negar-se que li fos amputada. La cama es va salvar però el va deixar amb una coixesa permanent amb dolor crònic per a la resta de la seva vida. Després de passar un temps a l'Hospital Naval de Portsmouth, l'accident l'incapacità per romandre a la Marina dels EUA.

## Inici de la carrera musical
Craddock es va involucrar en l'escena musical local, a Norfolk. Va canviar el seu nom pel de Gene Vincent, i va formar una banda de rockabilly anomenada The Blue Caps. La banda incloïa Willie Williams a la guitarra rítmica, Jack Neal al contrabaix, Dickie Harrell a la bateria i el guitarrista innovador i influent, Cliff Gallup. Ell i la seva banda s'anomenaven "Gene Vincent and his Blue Caps". Gene Vincent i els seus Blue Caps aviat van guanyar-se una reputació tocant en bars de country de Norfolk. Va ser allà on van guanyar un concurs de talents organitzat pel DJ de ràdio local "Sheriff Tex" Davis, que es va convertir en el seu manager.

## Principals èxits
L'any 1956 va escriure "Be-Bop-A-Lula", considerada la cançó 103a segons la revista Rolling Stone a la seva llista de "500 millors cançons de rock de tots els temps". Després que "Be-Bop-A-Lula" es convertís en un èxit a la primavera de 1956, Gene Vincent & the Blue Caps van tenir un any molt bo, on van obtenir grans vendes i van aconseguir fer pujar al top 100 dues cançons més així com el seu àlbum de debut, Bluejean Bop. Capitol Records va pensar haver trobat el nou Elvis Presley i no van escatimar despeses per promocionar el seu artista, arribant a contractar els coristes d'Elvis Presley, els Jordanaires, per gravar amb Gene les cançons "Five days" i "Important words". No obstant això, tot i comptar amb cançons aclamades per la crítica com els "hits" "Bluejean Bop" i "Race with the Devil" van ser incapaços de mantenir aquest èxit popular. El seu estil era massa rebel, amb cançons de lletres explícites, de vegades (intencionadament) poc comprensibles, esquitxades de solos salvatges que les feien difícils de ballar. A més, durant la gira de l'estiu de 1956, en la qual actuava al costat de Johnny Burnette, hi va haver alguns incidents que van acabar amb la banda a comissaria i van ser airejats per la premsa, i que van propiciar que grans estrelles pop com Andy Williams o Pat Boone es neguessin a compartir espectacle amb ell. Al principi de 1957 va haver de ser ingressat a un hospital afectat d'una recaiguda de la seva lesió a la cama. Aquells dies Cliff Gallup havia deixat el grup sent substituït per Johnny Meeks, un altre llegendari guitarrista dels primers anys del rock and roll. Posteriorment la resta dels Blue Caps originals, excepte el segon guitarra Paul Peek i el bateria Dickie Harrel, van abandonar la banda. Amb el so molt més "metàl·lic" de la guitarra de Johnny Meeks i els cors de Peek i Tommy Facenda, l'estil de la seva música va canviar, i van abandonar el salvatge rockabilly dels seus orígens per un so menys acústic i totalment electrificat. En aquesta nova època Gene i el seu grup van obtenir els seus altres dos èxits, que van ser els temes "Lotta Lovin" (1957) i "Dance to the bop" (1958). Vincent també va esdevenir una de les primeres estrelles de rock a aparèixer en una pel·lícula, The Girl Can't Help It (1956). Posteriorment apareixeria en el film "Hot rod gang" (1958), però també va ser en aquesta època quan va començar el seu declivi. La lesió que patia a la cama li provocava tals dolors que sovint va haver de suspendre concerts i gires, i es va començar a córrer el rumor que abans de cada concert s'emborratxava i ingeria dos tubs sencers d'aspirines per poder suportar el terrible mal de la seva cama.

## Els darrers anys
El 1959 va anar a un programa de rock a la televisió britànica, on apareixeria regularment. Va ser llavors quan va convèncer el seu amic Eddie Cochran perquè anés fins allà en una gira de dotze setmanes. El 17 d'abril de 1960, mentre els dos cantants i Sharon Sheeley, la parella de Cochran, anaven en taxi per Chippenham (Wiltshire), van patir un accident de circulació que acabaria amb la vida d'Eddie Cochran (i de pas el convertiria en un mite del rock and roll) i agreujaria la lesió a la cama de Vincent, deixant-li una coixesa de per vida.
Al la dècada de 1960, la carrera de Vincent gairebé havia acabat als Estats Units, encara que mantenia un públic fidel a Europa, especialment a Anglaterra i França. Va fer algunes gires esporàdiques més, algunes en companyia de cantants tan il·lustres com els Beatles (els quals van copiar la seva indumentària de cuir negre en els seus anys a Hamburg), John Lennon, Chuck Berry, The Outlaws (amb qui va arribar a gravar material juntament amb el futur guitarrista de Deep Purple, Ritchie Blackmore) i Jerry Lee Lewis. Però en general la seva carrera estava acabada. Els seus discos no es venien i després d'unes aparicions de poc èxit al Festival del parc de San Francisco, va tornar a la seva casa de Los Angeles.

## Mort
Poc després va ser ingressat a l'hospital Inter-Valley de Newhall (Califòrnia), afectat d'una úlcera sagnant d'estómac. Va morir el 12 d'octubre de 1971 a l'edat de trenta-sis anys.
Gene Vincent està enterrat a l'Eternal Valley Memorial Park de Newhall (Califòrnia).

## Discografia (singles)
- Bluejean Bop! (Capitol T764. US & UK) (8/13/1956)
- Gene Vincent and the Blue Caps (Capitol T811, US & UK) (1957)
- Gene Vincent Rocks! And the Blue Caps Roll (Capitol T970, US & UK) (3/1958)
- A Gene Vincent Record Date (Capitol T1059, US & UK) (11/1958)
- Sounds Like Gene Vincent (Capitol T1207, US & UK) (6/1959)
- Crazy Times (Capitol T1342, US & UK mono) (Capitol ST1342, US & UK stereo) (3/1960)
- The Crazy Beat of Gene Vincent (Capitol T 20453, UK) (1963)
- Shakin' Up a Storm (Columbia 33-OSX 1646, UK) (1964)
- Gene Vincent (London HAH 8333, UK) (1967)
- I'm Back and I'm Proud (Dandelion D9 102, US) (1969) (Dandelion 63754, UK) (1970)
- Gene Vincent (Kama Sutra KSBS 2019, US) (1970) retitled If Only You Could See Me Today (Kama Sutra 2361009, UK) (1971)
- The Day the World Turned Blue (Kama Sutra KSBS 2027, US) (1970) (Kama Sutra 2316005, UK) (1971)